# Stenopleustes uncigera
Stenopleustes uncigera är en kräftdjursart. Stenopleustes uncigera ingår i släktet Stenopleustes och familjen Pleustidae. Inga underarter finns listade i Catalogue of Life.